# Schweinstal
Das Schweinstal ist ein Tal im Pfälzerwald und zugleich ein Wohnplatz der Ortsgemeinde Krickenbach.

## Lage
Das Schweinstal befindet sich im Nordosten der Gemarkung der Ortsgemeinde Krickenbach im Nordwesten des Pfälzerwalds. Es erlangte durch den vor Ort abgebauten Schweinstaler Sandstein überregionale Bekanntheit. Durch das Tal, in dem sich zahlreiche Fischteiche befinden, verläuft der Schweinsbach.

## Kultur
Seit 1986 finden im Schweinstal regelmäßig Bildhauersymposiem statt. Durch das Tal verläuft der in diesem Zug entstandene Skulpturenweg Schweinstal. Darüber hinaus finden vor ort regelmäßig Konzerte veranstaltet. Im August 2025 findet vor Ort außerdem das Pfälzer Foodrock-Festival statt.

## Wirtschaft
Im Tal, das zugleich einen Steinbruch bildet, hat das Unternehmen Carl Picard seinen Sitz, das besagten Sandstein abbaut. In diesem Bereich befindet sich außerdem der Wohnplatz und unmittelbar südlich ein Sportplatz.